# Batriasymmodes beameri
Batriasymmodes beameri är en skalbaggsart som först beskrevs av Park 1956.  Batriasymmodes beameri ingår i släktet Batriasymmodes och familjen kortvingar. Inga underarter finns listade i Catalogue of Life.